# Izurieta
Izurieta es una entidad de población española del municipio de Arechavaleta, perteneciente a la provincia de Guipúzcoa, en la comunidad autónoma del País Vasco.

## Toponimia
El nombre del lugar puede encontrarse referido con las grafías Isurieta e Izurieta.

## Historia
Hacia mediados del siglo XIX, el lugar, una anteiglesia perteneciente a Arechavaleta, tenía contabilizada una población de 59 habitantes. Aparece descrito en el noveno volumen del Diccionario geográfico-estadístico-histórico de España y sus posesiones de Ultramar de Pascual Madoz de la siguiente manera:

ISURIETA: anteigl. en la prov. de Guipúzcoa (Tolosa 9 leg.), part. jud. de Vergara (2), aud. terr. de Burgos (24), c. g. de las Provincias Vascongadas (Vitoria 5), dióc. de Calahorra (20), térm. jurisd. de Arechavaleta: sit. en una altura parte llana y parte costanera. Tiene 9 casas; igl. parr. (San Pedro) servida por un cura; 3 fuentes de agua potable y 2 de mineral: la igl. está sobre una colina en paraje pintoresco dominando el camino real de coches que dirije á Francia. El térm. se estiende 1/4 de leg. de N. á S. y poco menos de E. á O. El terreno es arcilloso, arenisco y rojizo: está bañado por una regata que tiene su orígen en la fuente de Amezaga: hay robles, hayas y castaños. prod.: trigo, maiz, nabo y lino; mantiene ganado vacuno y lanar. pobl.: 9 vec., 59 alm. riqueza y contr.: con Arechavaleta. (V.)
(Madoz, 1847, p. 466)

En 2022, la entidad singular de población tenía empadronados 16 habitantes.

## Patrimonio
En el lugar hay una iglesia bajo la advocación de San Pedro.